# Yuri Nikulin
Yuri Vladímirovich Nikulin, más conocido como Yuri Nikulin, (Demídov, Smolensk, 18 de diciembre de 1921-Moscú, 21 de agosto de 1997) fue un actor de cine y cómico soviético, uno de los iconos del cine de la URSS en los años 60 y 70, intérprete en numerosas y conocidas películas soviéticas y, desde 1982, director general del Circo Bulevar Tsvetnoi.

## Biografía
Nació el 18 de diciembre de 1921 en Demídov, una pequeña población del área de Smolensk. Sus padres eran intérpretes y trabajaban en un centro de arte dramático en Demídov. En 1925 la familia se trasladó a Moscú. Desde pequeño, Nikulin siempre sintió interés y fascinación por el mundo del circo y especialmente por el humor de los payasos, habiendo decidido en plena adolescencia que de mayor quería dedicarse al mundo del espectáculo en el circo. Sin embargo, sus pretensiones se vieron temporalmente frustradas al ser llamado a filas en el Ejército Rojo en 1939, cuando contaba con 18 años, participando en la Guerra de Invierno contra Finlandia (1939- 1940). Estaba a punto de ser desmovilizado en 1941 cuando en julio el ejército alemán invadió la Unión Soviética, por lo que también combatió en la Gran Guerra Patriótica (1941-1945), sirviendo en una unidad de tanques, sobre todo en el frente de Leningrado. Manteniendo siempre su gran capacidad para los chistes, su primera experiencia como cómico tuvo lugar en 1944, cuando un comisario político de su batallón, impresionado por su talento, le encargó entretener y animar a la tropa.
Tras ser desmovilizado definitivamente en 1946, Nikulin intentó, sin éxito, entrar en varias compañías e institutos teatrales, recibiendo un rechazo tras otro, pues los Comités de dichos centros no veían en él dotes interpretativas. Pese a ello logró encontrar trabajo como ayudante secundario en el Circo de Moscú en 1950, tras haber pasado un curso de aprendizaje de dos años, durante el cual conoció a Tatiana Pokrovskaya, que sería su futura mujer, con la que tuvo un hijo, Maksim Yuryevich, en 1956.
Nikulin comenzó a actuar como payaso profesional en varias ciudades de la Unión Soviética junto con su amigo Mijaíl Shuydin, con el que formó un dúo cómico que le permitió ganar fama y mejorar sus técnicas y experiencias en lo que él había considerado siempre como un oficio complicado. Durante toda su carrera, Nikulin nunca perdió sus lazos con el mundo del circo, dedicándole 50 años de trabajo.

## Cine
Su entrada al mundo del cine fue relativamente tardía, habiendo debutado por primera vez en 1958 en la película La chica con la guitarra del director Aleksandr Fainzimmer. Pero la película que le lanzó al estrellato nacional fue la comedia de 1960 El chucho Barbós y la increíble carrera del director soviético Leonid Gaidai, y en la que Nikulin actuó junto a quienes serían a partir de entonces sus compañeros habituales de rodaje Evgeniy Morgunov y Georgiy Vitsin, formando uno de los tríos cómicos más conocidos y populares, que usarán varios directores soviéticos y sobre todo Gaidai en sus películas.
Durante los años 60 y 70 Nikulin participó en los que serían los filmes más divertidos y aclamados por el público ruso, tales como Operación Y o las nuevas aventuras de Shurik, La prisionera del Cáucaso, El brazo de diamantes, Siete ancianos y una chica y 12 sillas.  Sin embargo, no sólo los personajes cómicos fueron sus creaciones más impactantes, sino que también supo crear un dramatismo que desveló en la película Cuando los árboles eran grandes en 1962.
Cabe destacar asimismo sus papeles interpretados en las películas sobre la Segunda Guerra Mundial 20 días sin guerra y Luchaban por su patria, en las que hizo uso de su experiencia durante la guerra para construir personajes más dramáticos y cuidados, dado que poseía capacidad tanto para provocar comicidad como dramatismo, aunque personajes suyos que responden a este perfil son considerados inusuales en su carrera. Tal vez su personaje dramático más conocido es la del monje Patrikey en la película de Andréi Tarkovski Andrey Rublev.
Nikulin fue uno de los pocos artistas que se atrevían a parodiar la aparente perfección del sistema soviético que se intentaba reflejar en todos los ámbitos de la cultura, buscando siempre chistes innovadores que consiguieran burlar a la censura y llegar al público de forma inocente pero sugerente. Su capacidad de crear tanto personajes cómicos como fuertemente dramáticos y profundos, dotándolos de fuerte lirismo, le aportó una gran popularidad y carisma en el entorno del cine, que dejó en 1981, a los 60 años, para dedicarse exclusivamente al mundo al circo.

## Últimos años
En ese mismo año se convirtió en el principal gerente del Circo Bulevar Tsvetnói, y desde 1982 pasó a ser director general del mismo, cargo que mantuvo hasta su muerte. Pese a dejar el cine, Nikulin hizo diversas apariciones en televisión y durante los años 90 dirigió el programa humorístico Loro Blanco (en ruso, Bely popugay), en el que varios artistas se reunían y relataban chistes y anécdotas, algunos de los cuales eran del propio Nikulin.
Falleció el 21 de agosto de 1997 en Moscú a los 75 años tras una operación del corazón, y fue enterrado en el cementerio Novodévichi.

## Legado
Nikulin sigue siendo recordado en Rusia como uno de los mayores cómicos que ha conocido el país. Sus películas han envejecido muy bien con el tiempo y siguen siendo grandes estrenos en las cadenas de televisión rusas. Pese a no haberse labrado una carrera fílmica como la de otros conocidos intérpretes soviéticos, el humor de Nikulin ha sido su influencia más importante en los cómicos actuales.
En 1973 recibió el reconocimiento de Artista Nacional de la URSS. También recibió más tarde la medalla de Héroe de Rusia, el más alto galardón de la Federación Rusa.
Desde su muerte, el circo pasó a llamarse Circo Nikulin y se erigió una estatua en su honor.
El 18 de diciembre de 2021 se cumplió el centenario de su nacimiento y el Banco de Rusia emitió dos monedas de 25 rublos. Con este motivo, se emitió una medalla conmemorativa, así como un billete conmemorativo de 100 rublos con su imagen.

## Galería

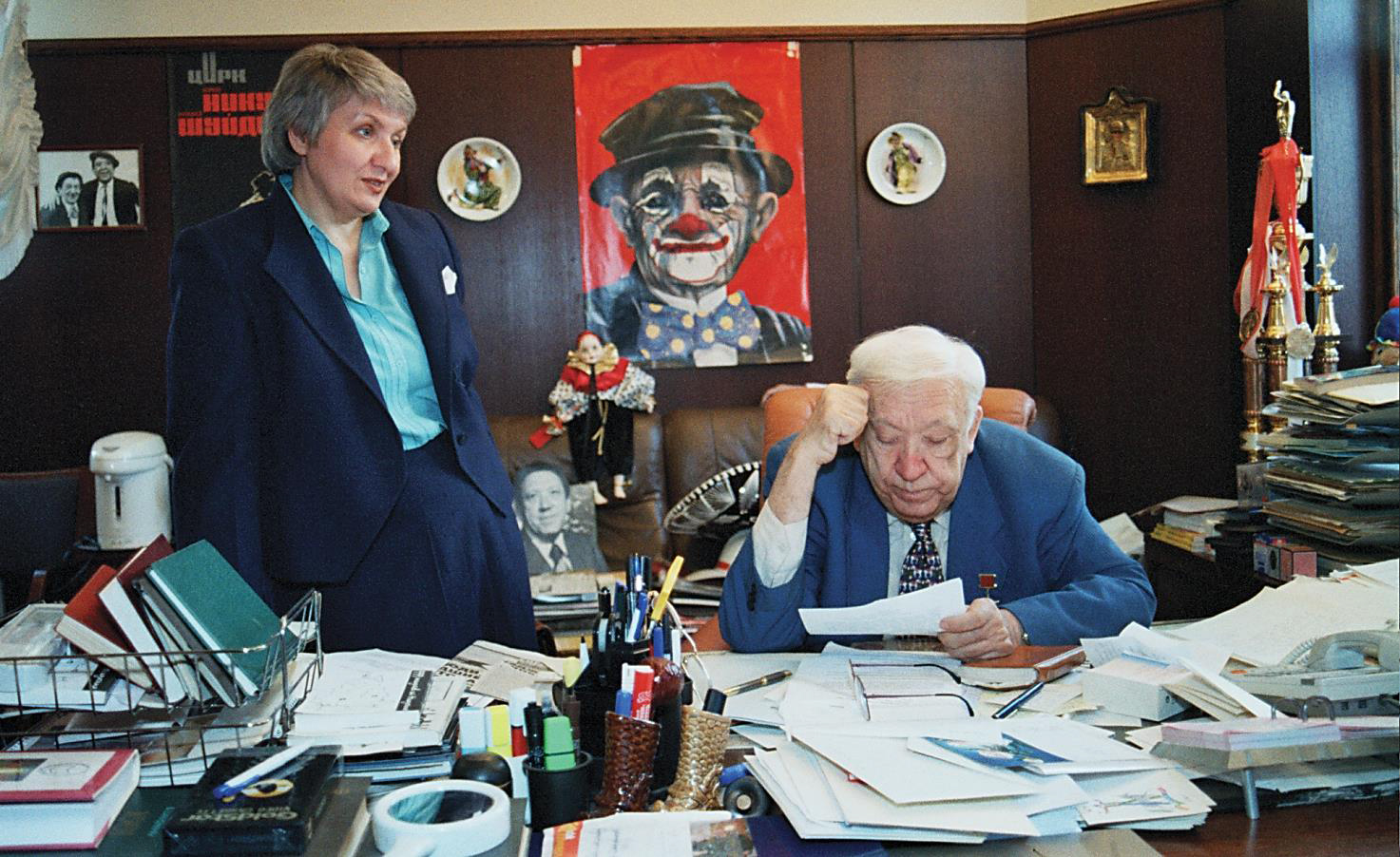
Yuri Nikulin
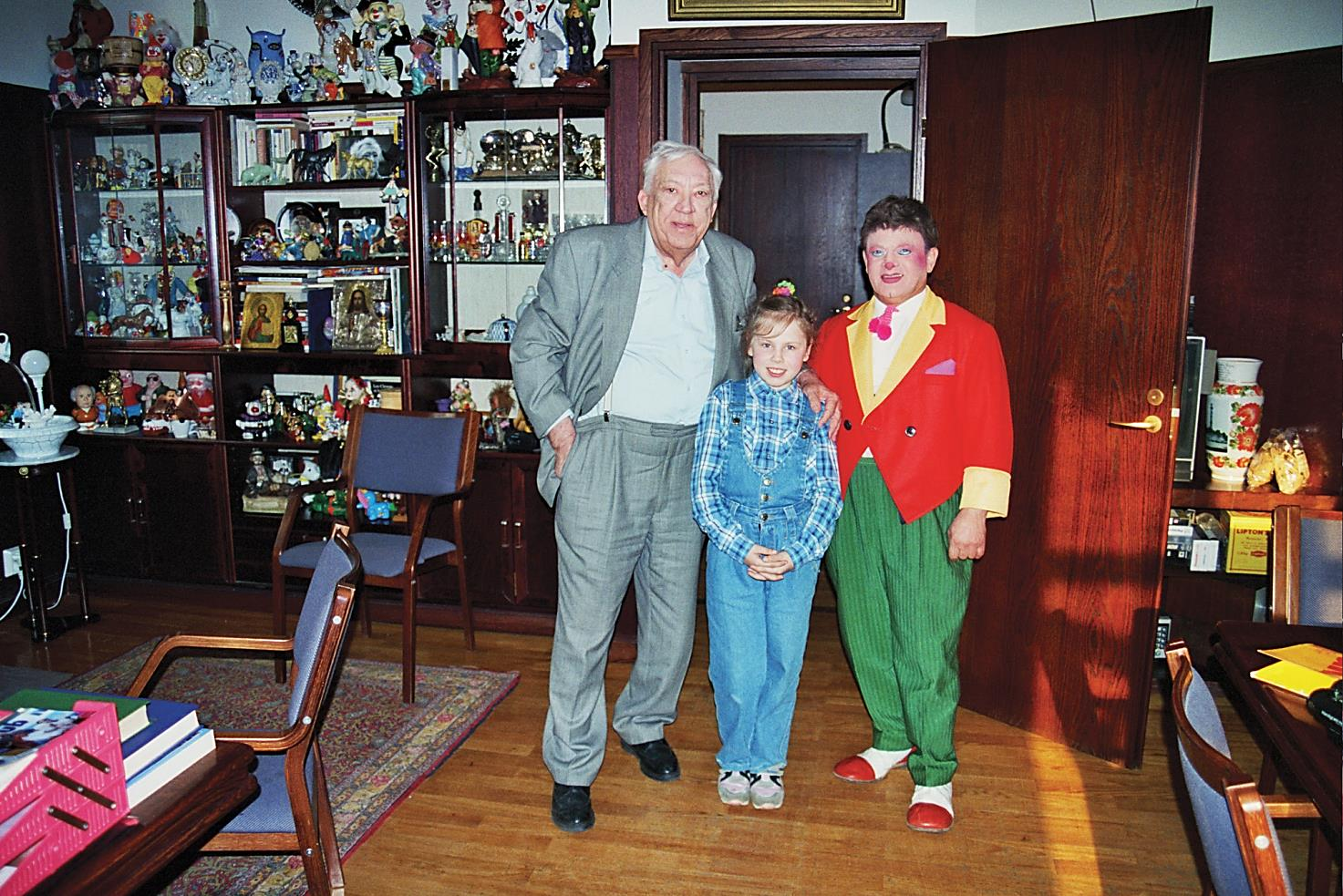
Yuri Nikulin
Estatua construida a las afueras del Circo Nikulin en su honor
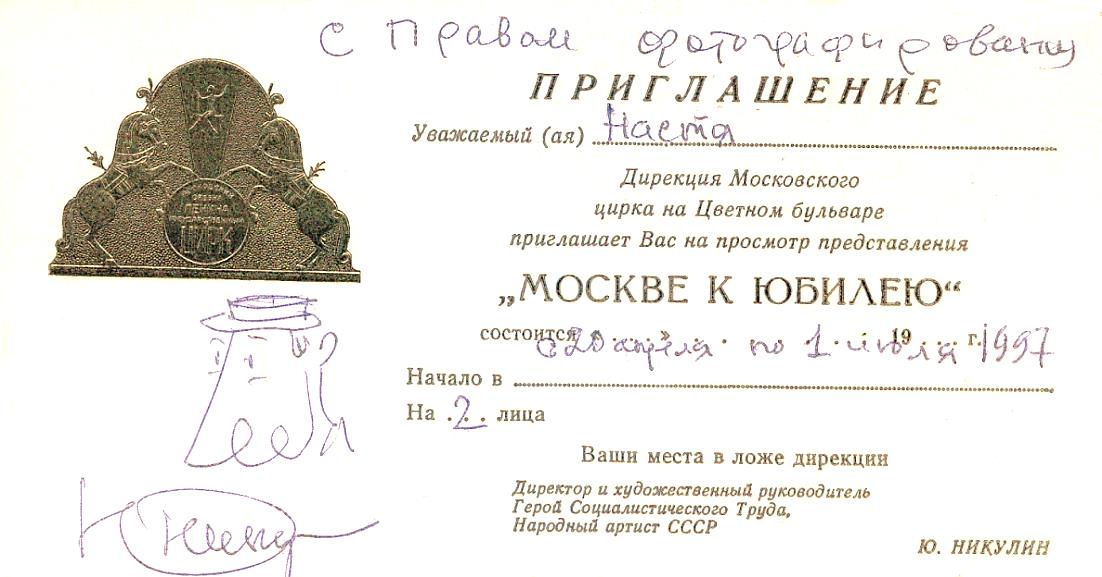
Tarjeta firmada por Nikulin
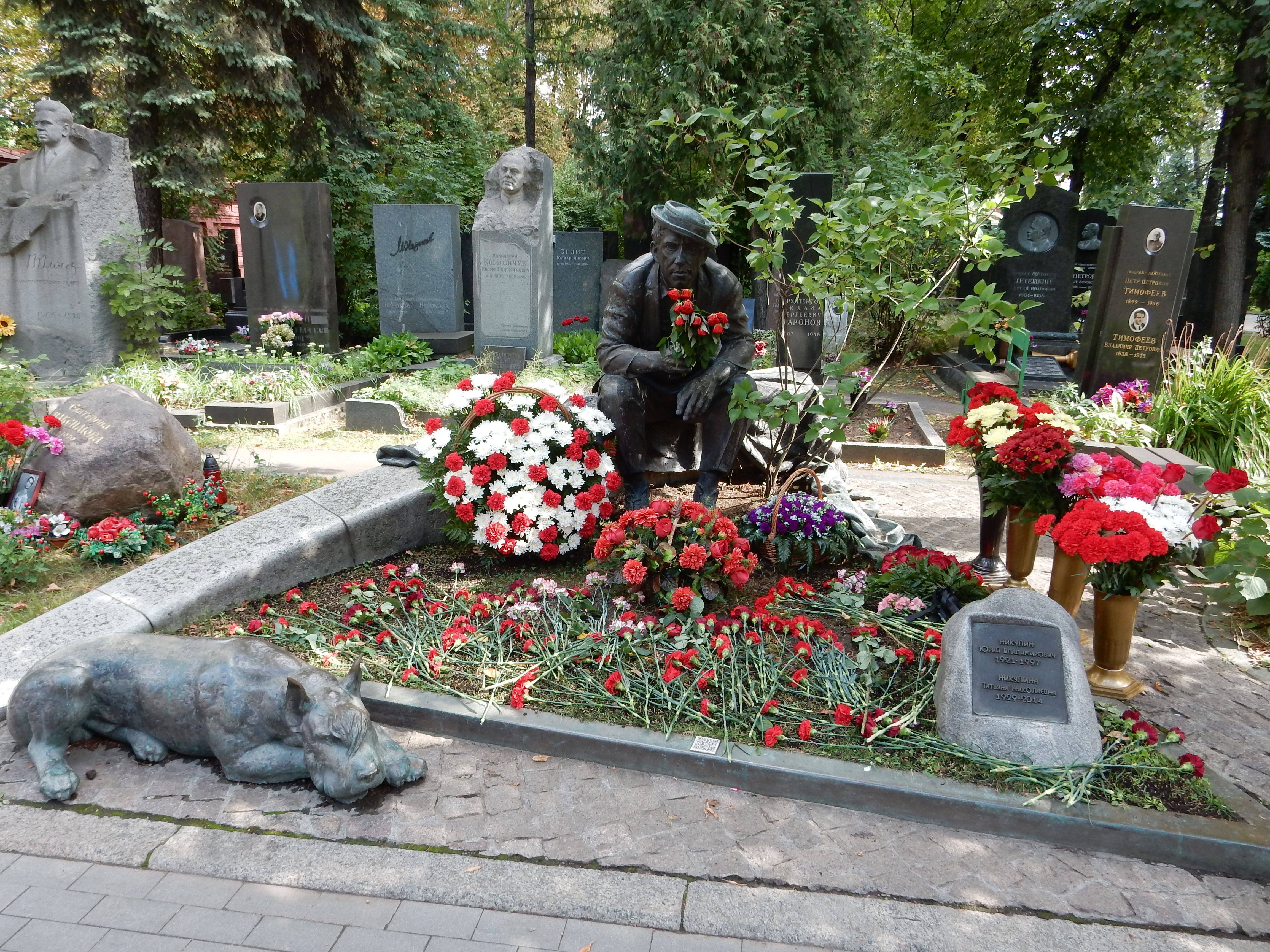
Tumba de Nikulin
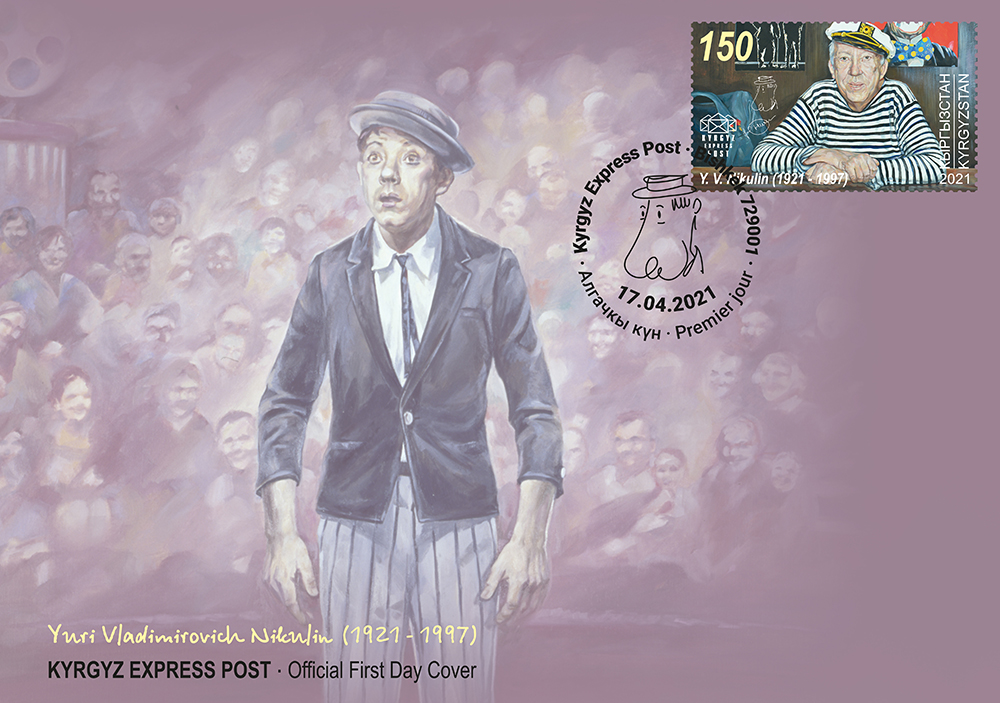
Sellos postales en honor a Nikulin
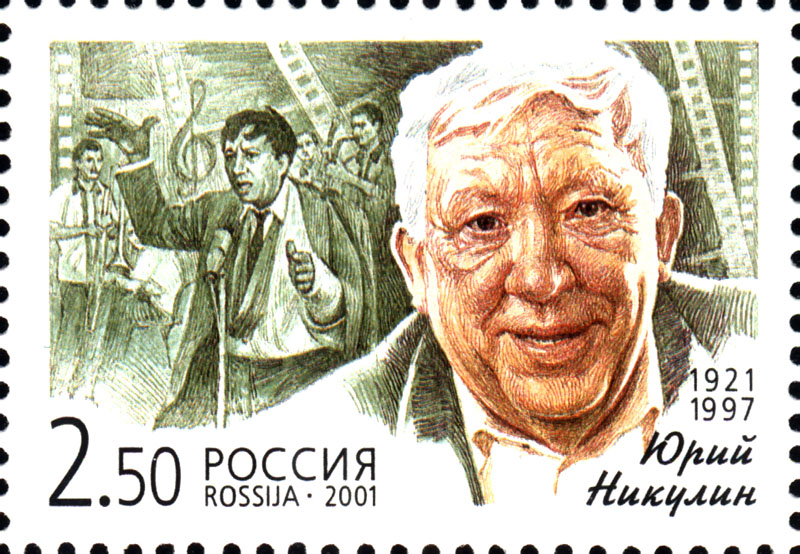
Sellos postales en honor a Nikulin
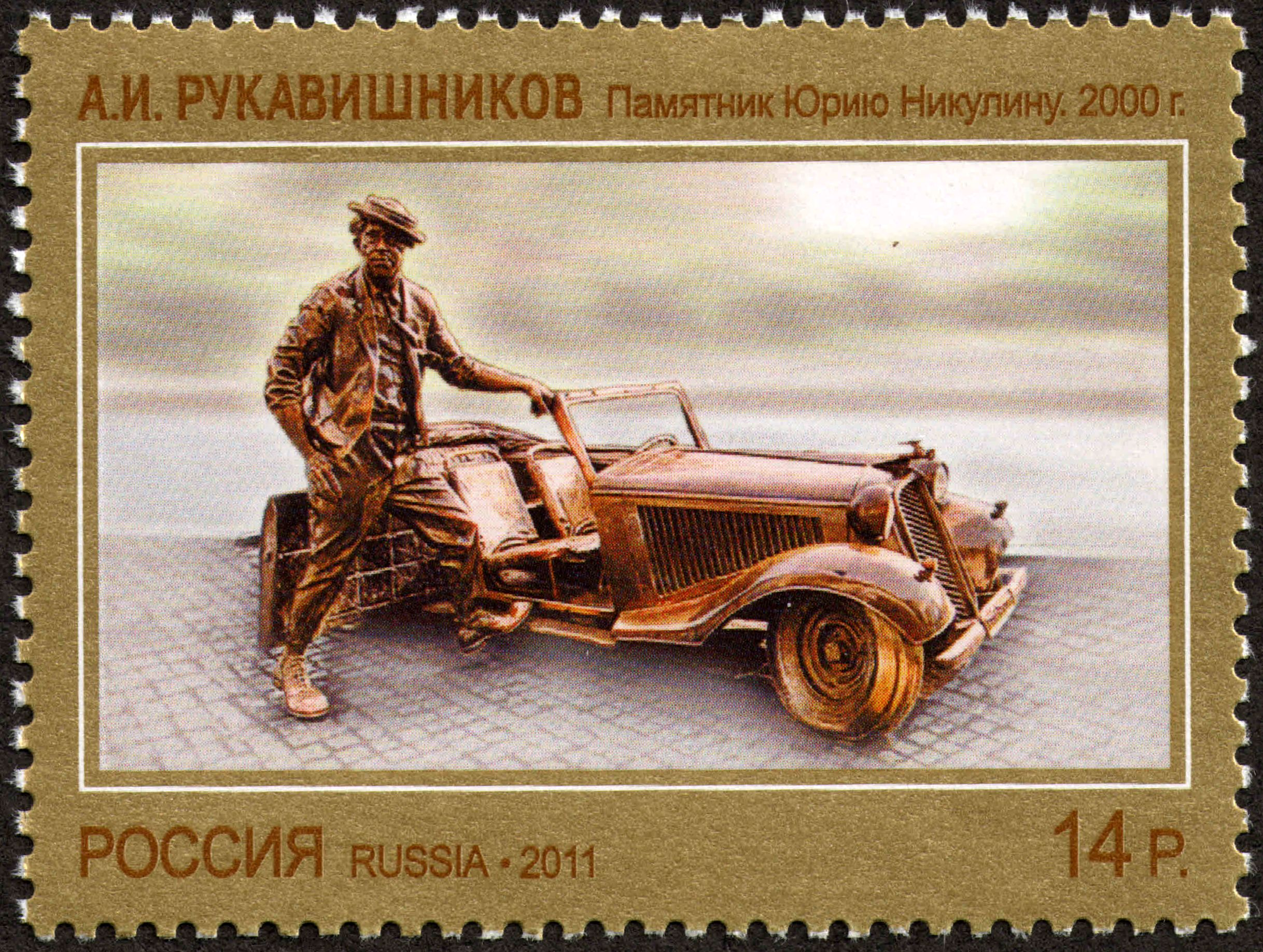
Sellos postales en honor a Nikulin
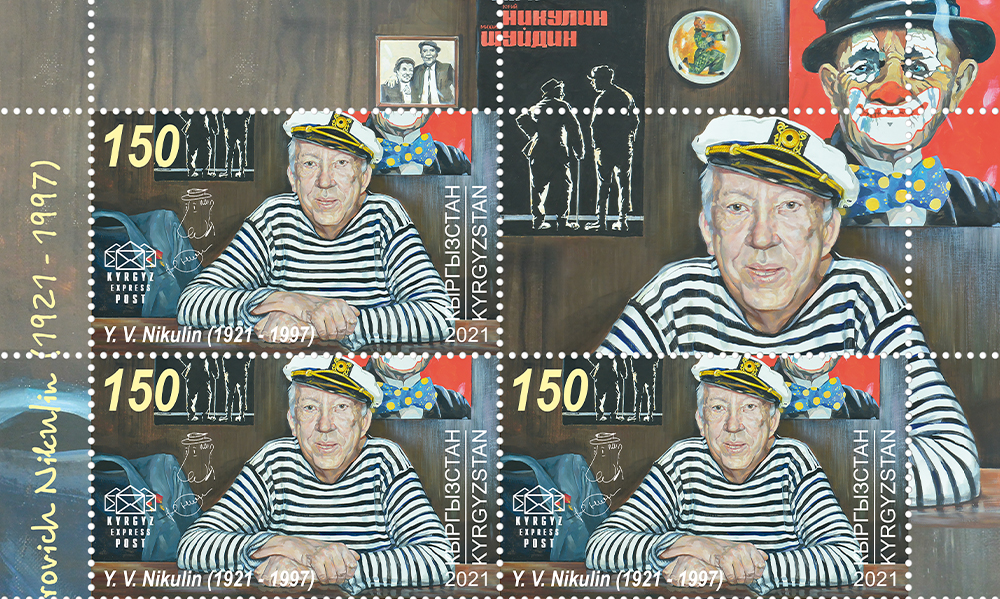
Sellos postales en honor a Nikulin